# Samandéni
Samandéni est une commune rurale située dans le département de Bama de la province du Houet dans la région des Hauts-Bassins au Burkina Faso.

## Géographie
Localisée sur les rives du Mouhoun, Samandéni est située à 8 km au nord de Bama et à 30 km au nord-ouest de Bobo-Dioulasso. La commune est traversée par la route nationale 9.

## Économie

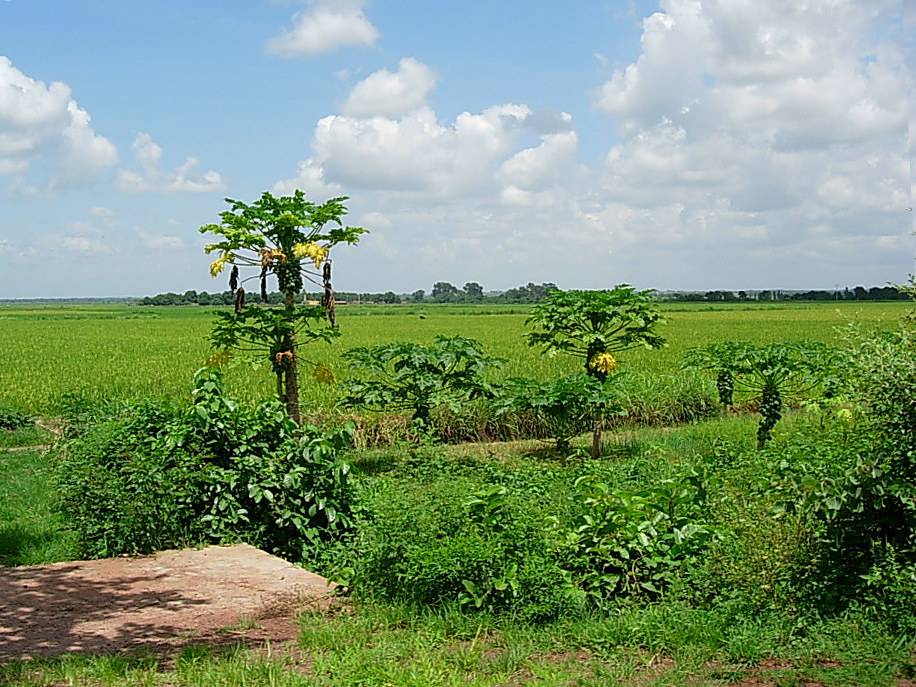
Paysage agricole à Samandéni.

L'agriculture est la principale activité économique du village.

## Éducation et santé
Samandéni accueille un centre de santé et de promotion sociale (CSPS) tandis que le centre hospitalier régional (CHR) se trouve à Bobo-Dioulasso.